# Ewen Costiou
Ewen Costiou (Brest, 10 november 2002)  is een Frans wielrenner die anno 2024 rijdt voor Arkéa-B&B Hotels.

## Carrière
Costiou komt uit een familie waar velen wielrennen, echter begon hij zelf als kind met het beoefenen van atletiek. Destijds was hij gespecialiseerd in de 800 meter. Later maakte hij dan toch de overstap naar het wielrennen. Hij behaalde in zijn eerste jaren vooral regionale overwinningen in zijn regio Bretagne. In 2021 ging hij op 18-jarige leeftijd rijden bij Côtes d'Armor-Marie Morin-U. Eind juli behaalde hij een vierde plaats op de Franse kampioenschappen wielrennen bij de junioren. In 2022 won hij de zesde etappe in de Ronde van Bretagne en eindigde hij als tweede op de Middellandse Zeespelen 2022, achter landgenoot Paul Penhoët.
In 2023 werd Costiou prof bij Team Arkéa Samsic, de ploeg waar hij eind 2022 al stage had gelopen. Zijn eerste profoverwinning volgde in april 2024 in de Ronde van Pays de la Loire.

## Palmares
2022
6e etappe Ronde van Bretagne
Jongerenklassement Tour du Pays de Montbéliard
 Wegwedstrijd op de Middellandse Zeespelen
2024
2e etappe Ronde van Pays de la Loire

### Resultaten in voornaamste wedstrijden
| Jaar | Ronde van Italië | Ronde van Frankrijk | Ronde van Spanje |
| ---- | ---------------- | ------------------- | ---------------- |
| 2023 |                  |                     |                  |
| 2024 | 90e              |                     |                  |
| 2025 |                  | 51e                 |                  |

| Jaar | Ronde van Lombardije | Waalse Pijl |
| ---- | -------------------- | ----------- |
| 2023 | 92e                  |             |
| 2024 |                      | opgave      |
| 2025 |                      |             |

## Ploegen
- 2022 –  Team Arkéa Samsic (stagiair vanaf 1 augustus)
- 2023 –  Team Arkéa Samsic
- 2024 –  Arkéa-B&B Hotels
- 2025 –  Arkéa-B&B Hotels

Anacona · Barguil · Barré (vanaf 1/8) · Bouet · Bouhanni · Capiot · Declercq · Delaplace · Edet · Flórez · Gesbert · Grondin · Guernalec · Guglielmi · Hardy · Hofstetter · Ledanois · Louvel · McLay · Noppe · Owsian · Pajur · Pichon · D. Quintana · N. Quintana · Ries · Riou · Russo · Swift · Vauquelin · Verre · Clynhens (stagiair) · Costiou (stagiair) · Thierry (stagiair)
Barguil · Barré · Biermans · Bouet · Bouhanni · Capiot · Champoussin · Costiou · Dekker · Delaplace · Démare (vanf 1/8) · Edet · Gesbert · Grondin · Guernalec · Guglielmi · Hofstetter · Le Berre · Ledanois · Louvel · McLay · Mozzato · Owsian · Pichon · Ponomar (tot 31/7) · Ries · Riou · Rodríguez · Russo · Vauquelin · Verre · Dauphin (stagiair) · Gillet (stagiair) · Tjøtta (stagiair)
Albanese · Barré · Biermans · Capiot · Champoussin · Costiou · Dekker · Delaplace · Démare · García Pierna · Gesbert · Grondin · Guernalec · Guglielmi · Huys · Le Berre · Ledanois(tot 15/8) · Louvel · McLay · Mozzato · Owsian · Ries · Riou · Rodríguez · Scotson · Sénéchal · Thierry (vanaf 1/9) · Vauquelin · Venturini · Verre
Biermans · Capiot · Costiou · Delaplace · Démare · Epis · García Pierna · Gesbert · Grondin · T. Guernalec · V. Guernalec · Guglielmi · Huys · Le Berre · Lozouet · Mozzato · Ries · Rodríguez · Rouland · Scotson · Sénéchal · Svestad-Bårdseng · Thierry · Tjøtta · Vauquelin · Venturini · Verre